# Brasão de São Domingos do Azeitão

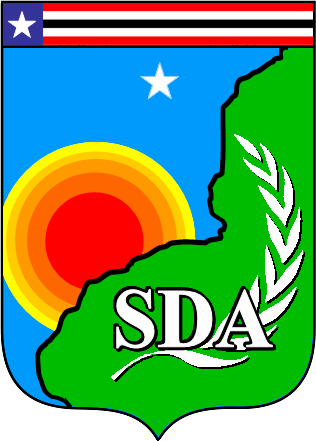
Brasão de S.Domingos do Azeitão

O brasão da cidade de São Domingos do Azeitão foi instituído pelo Decreto Lei Nº 6.149 de 9 de janeiro de 1995.
A criação do brasão foi feita a mando do vereador Jairo Silva (DEM/MA).
Na imagem se vê a fronteira entre os estados do Maranhão e do Piauí, sendo esse representado em verde e aquele em azul claro. No ponto em que se localiza a cidade há um sol estilizado, representando a luz que a cidade transmite. Na parte verde há a sigla SDA (São Domingos do Azeitão) com um ramo de louros atrás.
Sobre o brasão há uma estrela, representando a unidade municipal, e uma barra, com a bandeira estilizada do Estado do Maranhão.